# West Point (Schiff)
Das Vollschiff West Point (auch Westpoint) wurde 1847 im Auftrag von Robert Kermit durch das New Yorker Schiffbauunternehmen Westervelt & MacKay erbaut. Robert Kermit setzte die West Point als Paketschiff für den Transport von Frachtgut, Passagieren und Post in seiner Red Star Line-Flotte ein. Diese ist nicht identisch mit der gleichnamigen belgisch/US-amerikanischen Reederei Red Star Line mit Hauptsitz in Antwerpen.

## Entstehung und Geschichte
Entworfen wurde die West Point 1847 von Westervelt & MacKay, einem Unternehmen, das auch Schiffe an die US Navy lieferte – unter anderem das Kriegsschiff Brooklyn – und das sich einen Namen machte mit dem Bau schnittiger Klipper und schneller Dampfschiffe. Der Mitinhaber Jacob Aaron Westervelt erlangte außerdem als Bürgermeister von New York 1853–1855 Bekanntheit.

Bei der West Point setzte man noch ganz auf Holz als Baumaterial, obwohl sich aufgrund der Industrialisierung vor allem in Großbritannien verstärkt Eisen im Schiffbau durchzusetzen begann (im Jahr 1843 entstand mit der Great Britain beispielsweise das erste komplett aus Eisen gebaute Schiff mit Propellerantrieb). Verwendet wurde das harte und langlebige Holz der Virginia-Eiche, welche auch Lebenseiche genannt wird. Da aber die Vorteile, wie die höhere Festigkeit etc. der aus Eisen gebauten Schiffe in den darauffolgenden Jahren immer offensichtlicher wurden, und der Wert reiner Holzschiffe rapide sank, begannen viele Besitzer, deren Rumpf mit Eisen zu verstärken und den Schiffsunterbau zum Schutz gegen Bewuchs mit Kupferplatten zu beschlagen. Im Falle der West Point erfolgte dies im November 1857. Außerdem erhöhte man das Schiff durch einen Aufbau von zwei auf drei Decks.
Die West Point, die von 1847 bis 1863 die Strecke New York-Liverpool befuhr, ist eines von vielen Schiffen gleichen Namens und steht insbesondere im Schatten des Dampfschiffs America, das während des Zweiten Weltkriegs durch die United States Navy übernommen, für Truppentransporte umgerüstet und in Westpoint umbenannt wurde. Während manchem Zeitgenossen die Westpoint noch ein Begriff ist, geriet der Dreimaster West Point, der unter anderem Zehntausende von Migranten in die Neue Welt transportierte, in Vergessenheit und wird selbst auf einschlägigen Webseiten und in der entsprechenden Fachliteratur kaum mehr erwähnt.

## Besitzverhältnisse

### Robert Kermit: Die frühen Jahre (1794–1834)
Den Auftrag für den Bau der West Point erteilte Robert Kermit. Robert, geboren in New York am 4. September 1794, war der Sohn des angesehenen Kapitäns Henry Kermit und von Elizabeth Ferguson. Der Vater Henry Kermit führte während vieler Jahre das Kommando über die Brigg Morning Star einem Zweimaster, welcher als Handelsschiff die Route nach Westindien befuhr. In Erinnerung bleibt die Erzählung Henry Kermits über die Meuterei an Bord seines Schiffes, die er am 27. März 1790 niederschlagen konnte. Er starb mit 58 Jahren in seinem Haus an der Greenwich Street 86 in New York am 6. August 1812, zwei Jahre bevor sein altes Schiff Morning Star auf dem Weg von Sidney nach Batavia (Jakarta) sank.
Robert Kermit absolvierte eine kaufmännische Ausbildung beim Schiffsunternehmer William Codman. Gemeinsam mit seinem Bruder Henry, einem gelernten Buchhalter, eröffnete er 1817 gleich neben dem Elternhaus ein eigenes Geschäft an der Greenwich Street 84. Das erste Schiff ihrer künftigen Flotte wurde die Aurora, die sie unter das Kommando von Captin Taubman stellten, und mit der sie in den Liverpool-Handel einstiegen, so genannt, weil der Handel zwischen Liverpool und New York zu den klassischen maritimen Handelsrouten zählte. 1827 starb Henry jun. und Robert setzte die Arbeit als Agent für Paketschiffe von und nach Liverpool alleine fort. Innerhalb weniger Jahr vergrößerte er seine Flotte derart umfassend, dass er für einige Zeit zu einem der größten Schiffseigner des Landes wurde.
Am 4. Dezember 1832 heiratete Robert Kermit Ann Eliza Carow, die älteste Tochter seines Geschäftspartners Isaac Quentin Carow und Eliza Mowatt. Die Vorfahren der Familie Carow stammten aus Frankreich, waren Hugenotten und hießen eigentlich Quereau. Die Familie Quereau floh nach Amerika, nachdem Ludwig XIV. 1685 mit dem Edikt von Fontainebleau das 1598 vom französischen König Heinrich IV. erlassene Edikt von Nantes widerrief und damit die französischen Protestanten aller religiösen und bürgerlichen Rechte beraubte. Isaac Quentin Quereau anglisierte den Familiennamen 1797 in Carow.

### Kermit & Carow (1834–1855)
The Saint Line:
Robert Kermit besaß 1834 bereits das Schiff St. George und überzeugte dann die Geschäftsmänner Stephen Whitney und Nathaniel Prime, gemeinsam mit ihm ein Schiff namens St. Andrew zu erwerben. Dies war die Basis für die Gründung der Saint Line. Doch obwohl die St. Andrew 1834 durch einen geschickten Schachzug der „alten Hasen“ Kermit, Prime und Whitney an eine enorm günstige Ladung Baumwolle gelangte und diese mit großem Gewinn weiterverkaufen konnte, profitierte Robert Kermit, der damals als Kapitän der St. Andrew fungierte, nicht wirklich von diesem Geschäft und die Saint Line verschwand von der Bildfläche. In dieser Zeit zog er mit seinem Geschäft an die South Street 74 um und lebte fortan an der Cortlandt Street 24.
Red Star Line:

Flagge von Robert Kermits Red Star Line sowie von Kermit & Carow

Am 11. September 1835 kaufte Robert Kermit die altbekannte und populäre Red Star Line, die nichts mit der 1872 neu ins Leben gerufenen Red Star Line zu tun hat, sondern welche bereits 1818 von Byrnes, Trimble, & Co. gegründet wurde. 1837 wurde Robert Kermit zudem zum Direktor der Mutual Insurance Company berufen und 1847 zum Direktor der Knickerbocker Fire Insurance Company. In dieser Zeit gab er den Bau einiger neuer Schiffe in Auftrag, unter anderem den Bau der West Point, die schließlich unter der Flagge der Red Star Line fuhr – des Weiteren die John R. Skeddy (1845), Constellation (1849), Underwriter (1850) und Waterloo. Auch folgende Schiffe zählten zur Red Star Line-Flotte: John Jay, England, Virginian, Samuel Hicks, Stephen Whitney, United States sowie Sheffield.
1850 starb Roberts Schwiegervater Isaac Carow. Da Robert selbst keine Nachkommen hatte (einziger Nachkomme der Kermits war die Tochter von Roberts Bruder Henry), entwickelte er zu seinem Schwager Charles Carow (der 21 jünger war als dessen Schwester Ann Eliza) ein beinahe väterliches Verhältnis und nahm diesen 1851 als Partner in die Firma Kermit & Carow auf, um mit diesem den gewerblichen Handel, Kommissionsgeschäfte und das generelle Geschäft als Schiffseigner fortzuführen. Am 13. März 1855 starb Captain Kermit mit 61 Jahren in seinem Haus. Laut Nachruf in der New York Post war Robert Kermit ein Mann von unbestechlicher Integrität und verzieh keinen Angriff auf seine Ehre. Ansonsten habe er seine Zuneigung bedingungslos geschenkt und habe über Fehler anderer Menschen hinweggesehen. Er habe seine Schiffe und Kapitäne geliebt, als ob es seine Kinder wären.

### Charles Carow & Co. (1855–1867/68)
Nach dem Tod seines Onkels ging die West Point in den Besitz von Charles Carow über, welcher die Geschäfte zunächst weiterführte und die Schiffe unter seinem Namen segeln ließ. Charles Carow heiratete 1859 Gertrude Elizabeth Tyler und wurde Vater eines Sohnes. Letzteren taufte er im Gedenken an seinen Schwager auf den Namen Robert Kermit Carow. Nachdem der Junge jedoch ein Jahr vor der Geburt seiner ersten Tochter verstarb, nannte er diese Edith Kermit Carow.
Schiffe wie die West Point waren auf der Fahrt von New York nach Liverpool meist mit Waren beladen, auf der Rückreise mit Passagieren. Im 19. Jahrhundert wanderten über 50 Millionen Menschen von Europa nach Amerika aus, viele von ihnen während des kalifornischen Goldrausches Mitte der 1840er bis Anfang der 1850er. In diesen Jahren machte Charles Carow sein Vermögen. Doch als 1861 der amerikanische Bürgerkrieg ausbrach, sank die Zahl der Emigranten drastisch, was auch die Linie von Charles Carow betraf. Die amerikanische Handelsflotte war ganz generell schwer tangiert von diesem Konflikt, welcher 1865 endete: 1860 wurde zwei Drittel aller US Export-/Importgüter auf amerikanischen Schiffen transportiert, 1866 waren es gerade noch 30 % und neuen Jahre später 27 %. Ein ruinöser Preisanstieg verstärkte Charles Carows Geschäftssorgen außerdem noch zusätzlich und trieb ihn in den Alkoholismus. Dies führte zu verheerenden Einkommenseinbußen und massiven Verlusten. Über den Verbleib der West Point und den anderen Schiffen von Charles Carow ist kaum etwas bekannt.
Seine Tochter Edith erlangte später Bekanntheit durch die Heirat mit dem verwitweten US-Präsidenten Theodore Roosevelt. Ihr Sohn Kermit Roosevelt war später Mitbegründer der United States Lines.

## Kapitäne der West Point
Aufgrund der erhalten gebliebenen Passagierlisten lässt sich eruieren, dass im Laufe der knapp 16 Jahre, in denen die West Point in Betrieb war, mindestens sieben Kapitäne das Kommando über die West Point hatten. Nachfolgend eine Liste aller nachweisbaren Überfahrten mit den Ankunftsdaten in New York (dem jeweiligen Kapitän zugeordnet):
| Name der Kapitäne  | Überfahrten unter dem Kommando der jeweiligen Kapitäne (Liverpool-New York) |
| ------------------ | --- |
| William H. Allen   | 25. Oktober 1847; 7. März 1848; 3. Juli 1848; 30. Oktober 1848; 26. Mai 1849; 22. September 1849; 13. Februar 1850; 20. Mai 1850; 2. September 1850; 6. November 1858; 8. August 1859 |
| Francis P. Allen   | 29. März 1851; 26. Juli 1851; 4. November 1851; 12. Februar 1852; 19. Juni 1852; 24. September 1852                                                                                   |
| William R. Mullins | 6. März 1849; 15. Februar 1853; 15. August 1853; 19. Dezember 1853; 19. Mai 1854; 17. April 1855; 11. August 1855                                                                     |
| William H. Harding | 7. Juni 1856; 30. Oktober 1856; 6. Mai 1857; 7. Dezember 1857 |
| J.E. Ryan          | 12. Juli 1858 |
| L.W. Spencer       | 17. September 1860 |
| J.H. Childs        | 16. März 1861; 7. August 1862; 23. September 1863 |